# Taphrina bergeniae
Taphrina bergeniae  (лат.) — вид грибов рода тафрина (Taphrina) отдела аскомицеты (Ascomycota), паразит растений рода бадан (Bergenia). Вызывает пятнистость и гипертрофию листьев. Taphrina bergeniae — единственный представитель рода, обнаруженный на растении семейства камнеломковые (Saxifragaceae).

## Описание
Пятна светло-зелёные, появляются на обеих или только на одной стороне листьев, листья гипертрофируются.
Мицелий развивается под кутикулой, без гаусториев, имеются септы.
Аски восьмиспоровые, размерами 25—34×10—12 мкм, цилиндрические или угловатые, с усечёнными верхушками. Базальные клетки (см. в статье Тафрина) отсутствуют.
Аскоспоры гладкие, эллипсоидные, размерами 4—6×3—4 мкм, часто почкуются в асках. Бластоспоры бесцветные, от эллипсоидных до палочковидных, 3—7×1,5—3 мкм.

## Распространение и хозяева
Taphrina bergeniae впервые была обнаружена в Германии, в Мюнхенском ботаническом саду на культиваре бадана толстолистного (Bergenia crassifolia). Также известна в Норвегии и Финляндии.